# Tarimské mumie
Tarimské mumie jsou mumifikovaná těla lidí evropského antropologického typu, datovaná do rozmezí od 18. století př. n. l. do 2. století n. l., jež se dochovala v suchých podmínkách pouště Taklamakan poblíž Loulanu, Turfanu a v některých dalších oblastech Tarimské pánve v Ujgurské autonomní oblasti Sin-ťiang v Číně.

## Popis
Nejstarší mumie lze datovat do 18. století př. n. l., tedy do doby bronzové, nejmladší pak do 2. století n. l. Výjimečné jsou na nich dlouhé, do copů zapletené vlasy rezavého nebo světle rusého odstínu. Dobře jsou zachovány též textilie – plstěné pláště s kostkovaným vzorem.
Mumie mají zřetelně evropské rysy. Testy DNA prokázaly, že mumie mají haplotyp charakteristický pro západní Eurasii v oblasti Ukrajiny.
Kraniometrické údaje svědčí o antropologické podobě tarimských mumií s nositeli afanasjevské a andronovské kultury jižní Sibiře, kteří se řadí k Indoevropanům.

## Historie
Nálezy tarimských mumií počátkem 20. století při expedicích Aurela Steina a Svena Hedina vyprovokovaly u vědecké veřejnosti debaty o tom, jakým jazykem tito lidé hovořili. Nejčastěji je přijímán názor o jejich ztotožnění s Tochary, nositeli tocharského jazyka.
Značné rozšíření Indoevropanů v prostoru Střední Asie v období před 3000 lety dokládají nálezy pazyrykské a taškytské kultury, jež se řadí ke skýthskému okruhu, i některé písemné prameny. Např. Plinius Starší uvádí, že cejlonské poselstvo, jež přišlo ke dvoru římského císaře Claudia, popisovalo obyvatele západní Číny jako lidi „nadstředního vzrůstu, s vlasy barvy lnu a modrýma očima“.

## Loulanská krasavice
Jako „Loulanská krasavice“ byla označena jedna z nejstarších mumií. Jde o mladou ženu evropské rasy, vysokého vzrůstu (180 cm) a s pletenci rusých vlasů, jež byla nalezena roku 1980 nedaleko Loulanu. Stáří mumie se odhaduje na 3 800 let. Spolu s „Loulanskou krasavicí“ byl nalezen pohřeb asi 50letého muže s vlasy zapletenými ve dva copy a tříměsíčního dítěte s „lahvičkou“ z kravského rohu a dudlíkem z ovčího vemene. Nalezeny byly i síto, vlněná pokrývka hlavy, podšité mokasíny a tkaná taška se zrny pšenice, ležící při pravém rameni ženy. Předpokládá se, že pohřbení žili ve společnosti usedlých zemědělců afanasjevské kultury či Tocharů.